# Liste des titres musicaux numéro un au Royaume-Uni en 2016
Cette page liste les titres classés no 1 des ventes de disques au Royaume-Uni pour l'année 2016 selon The Official Charts Company.
Les classements hebdomadaires sont issus des 100 meilleures ventes de singles (UK Singles Chart) et des 100 meilleures ventes d'albums (UK Albums Chart). Ils prennent en compte les ventes physiques et digitales ainsi que les écoutes en streaming converties en équivalents ventes. Ils sont dévoilés chaque vendredi.

## Classement des singles
| №  | Date         | Artiste                                     | Titre                     | Référence |
| -- | ------------ | ------------------------------------------- | ------------------------- | --------- |
| 1  | 1er janvier  | Justin Bieber                               | Love Yourself             |           |
| 2  | 8 janvier    | Justin Bieber                               | Love Yourself             |           |
| 3  | 15 janvier   | Justin Bieber                               | Love Yourself             |           |
| 4  | 22 janvier   | Shawn Mendes                                | Stitches (en)             |           |
| 5  | 29 janvier   | Shawn Mendes                                | Stitches (en)             |           |
| 6  | 5 février    | Zayn                                        | Pillowtalk                |           |
| 7  | 12 février   | Lukas Graham                                | 7 Years                   |           |
| 8  | 19 février   | Lukas Graham                                | 7 Years                   |           |
| 9  | 26 février   | Lukas Graham                                | 7 Years                   |           |
| 10 | 4 mars       | Lukas Graham                                | 7 Years                   |           |
| 11 | 11 mars      | Lukas Graham                                | 7 Years                   |           |
| 12 | 18 mars      | Mike Posner                                 | I Took A Pill In Ibiza    |           |
| 13 | 25 mars      | Mike Posner                                 | I Took A Pill In Ibiza    |           |
| 14 | 1er avril    | Mike Posner                                 | I Took A Pill In Ibiza    |           |
| 15 | 8 avril      | Mike Posner                                 | I Took A Pill In Ibiza    |           |
| 16 | 15 avril     | Drake feat. WizKid and Kyla                 | One Dance                 |           |
| 17 | 22 avril     | Drake feat. WizKid and Kyla                 | One Dance                 |           |
| 18 | 29 avril     | Drake feat. WizKid and Kyla                 | One Dance                 |           |
| 19 | 6 mai        | Drake feat. WizKid and Kyla                 | One Dance                 |           |
| 20 | 13 mai       | Drake feat. WizKid and Kyla                 | One Dance                 |           |
| 21 | 20 mai       | Drake feat. WizKid and Kyla                 | One Dance                 |           |
| 22 | 27 mai       | Drake feat. WizKid and Kyla                 | One Dance                 |           |
| 23 | 3 juin       | Drake feat. WizKid and Kyla                 | One Dance                 |           |
| 24 | 10 juin      | Drake feat. WizKid and Kyla                 | One Dance                 |           |
| 25 | 17 juin      | Drake feat. WizKid and Kyla                 | One Dance                 |           |
| 26 | 24 juin      | Drake feat. WizKid and Kyla                 | One Dance                 |           |
| 27 | 1er juillet  | Drake feat. WizKid and Kyla                 | One Dance                 |           |
| 28 | 8 juillet    | Drake feat. WizKid and Kyla                 | One Dance                 |           |
| 29 | 15 juillet   | Drake feat. WizKid and Kyla                 | One Dance                 |           |
| 30 | 22 juillet   | Drake feat. WizKid and Kyla                 | One Dance                 |           |
| 31 | 29 juillet   | Major Lazer feat. Justin Bieber and MØ      | Cold Water                |           |
| 32 | 5 août       | Major Lazer feat. Justin Bieber and MØ      | Cold Water                |           |
| 33 | 12 août      | Major Lazer feat. Justin Bieber and MØ      | Cold Water                |           |
| 34 | 19 août      | Major Lazer feat. Justin Bieber and MØ      | Cold Water                |           |
| 35 | 26 août      | Major Lazer feat. Justin Bieber and MØ      | Cold Water                |           |
| 36 | 2 septembre  | The Chainsmokers feat. Halsey               | Closer                    |           |
| 37 | 9 septembre  | The Chainsmokers feat. Halsey               | Closer                    |           |
| 38 | 16 septembre | The Chainsmokers feat. Halsey               | Closer                    |           |
| 39 | 23 septembre | The Chainsmokers feat. Halsey               | Closer                    |           |
| 40 | 30 septembre | James Arthur                                | Say You Won't Let Go (en) |           |
| 41 | 7 octobre    | James Arthur                                | Say You Won't Let Go (en) |           |
| 42 | 14 octobre   | James Arthur                                | Say You Won't Let Go (en) |           |
| 43 | 21 octobre   | Little Mix                                  | Shout Out to My Ex        |           |
| 44 | 28 octobre   | Little Mix                                  | Shout Out to My Ex        |           |
| 45 | 4 novembre   | Little Mix                                  | Shout Out to My Ex        |           |
| 46 | 11 novembre  | Clean Bandit feat. Sean Paul and Anne-Marie | Rockabye                  |           |
| 47 | 18 novembre  | Clean Bandit feat. Sean Paul and Anne-Marie | Rockabye                  |           |
| 48 | 25 novembre  | Clean Bandit feat. Sean Paul and Anne-Marie | Rockabye                  |           |
| 49 | 2 décembre   | Clean Bandit feat. Sean Paul and Anne-Marie | Rockabye                  |           |
| 50 | 9 décembre   | Clean Bandit feat. Sean Paul and Anne-Marie | Rockabye                  |           |
| 51 | 16 décembre  | Clean Bandit feat. Sean Paul and Anne-Marie | Rockabye                  |           |
| 52 | 23 décembre  | Clean Bandit feat. Sean Paul and Anne-Marie | Rockabye                  |           |
| 53 | 30 décembre  | Clean Bandit feat. Sean Paul and Anne-Marie | Rockabye                  |           |

## Classement des albums
| №  | Date         | Artiste                                             | Titre                                                                   | Référence |
| -- | ------------ | --------------------------------------------------- | ----------------------------------------------------------------------- | --------- |
| 1  | 1er janvier  | Adele                                               | 25                                                                      |           |
| 2  | 8 janvier    | Adele                                               | 25                                                                      |           |
| 3  | 15 janvier   | David Bowie                                         | Blackstar                                                               |           |
| 4  | 22 janvier   | David Bowie                                         | Blackstar                                                               |           |
| 5  | 29 janvier   | David Bowie                                         | Blackstar                                                               |           |
| 6  | 5 février    | David Bowie                                         | Best of Bowie                                                           |           |
| 7  | 12 février   | Coldplay                                            | A Head Full of Dreams                                                   |           |
| 8  | 19 février   | Adele                                               | 25                                                                      |           |
| 9  | 26 février   | Adele                                               | 25                                                                      |           |
| 10 | 4 mars       | The 1975                                            | I Like It When You Sleep, for You Are So Beautiful yet So Unaware of It |           |
| 11 | 11 mars      | Adele                                               | 25                                                                      |           |
| 12 | 18 mars      | Adele                                               | 25                                                                      |           |
| 13 | 25 mars      | Adele                                               | 25                                                                      |           |
| 14 | 1er avril    | Zayn                                                | Mind of Mine                                                            |           |
| 15 | 8 avril      | The Last Shadow Puppets                             | Everything You've Come to Expect                                        |           |
| 16 | 15 avril     | The Lumineers                                       | Cleopatra                                                               |           |
| 17 | 22 avril     | PJ Harvey                                           | The Hope Six Demolition Project                                         |           |
| 18 | 29 avril     | Beyoncé                                             | Lemonade                                                                |           |
| 19 | 6 mai        | Drake                                               | Views                                                                   |           |
| 20 | 13 mai       | Radiohead                                           | A Moon Shaped Pool                                                      |           |
| 21 | 20 mai       | Drake                                               | Views                                                                   |           |
| 22 | 27 mai       | Ariana Grande                                       | Dangerous Woman                                                         |           |
| 23 | 3 juin       | Catfish and the Bottlemen                           | The Ride                                                                |           |
| 24 | 10 juin      | Paul Simon                                          | Stranger to Stranger (en)                                               |           |
| 25 | 17 juin      | Rick Astley                                         | 50 (en)                                                                 |           |
| 26 | 24 juin      | Radiohead                                           | A Moon Shaped Pool                                                      |           |
| 27 | 1er juillet  | Adele                                               | 25                                                                      |           |
| 28 | 8 juillet    | Blink-182                                           | California                                                              |           |
| 29 | 15 juillet   | Biffy Clyro                                         | Ellipsis                                                                |           |
| 30 | 22 juillet   | Michael Kiwanuka                                    | Love & Hate (en)                                                        |           |
| 31 | 29 juillet   | Electric Light Orchestra                            | All Over the World: The Very Best of Electric Light Orchestra (en)      |           |
| 32 | 5 août       | Viola Beach                                         | Viola Beach (en)                                                        |           |
| 33 | 12 août      | Blossoms                                            | Blossoms (en)                                                           |           |
| 34 | 19 août      | Blossoms                                            | Blossoms (en)                                                           |           |
| 35 | 26 août      | Frank Ocean                                         | Blonde                                                                  |           |
| 36 | 2 septembre  | Barbra Streisand                                    | Encore: Movie Partners Sing Broadway (en)                               |           |
| 37 | 9 septembre  | Ward Thomas (en)                                    | Cartwheels (en)                                                         |           |
| 38 | 16 septembre | Bastille                                            | Wild World                                                              |           |
| 39 | 23 septembre | Bastille                                            | Wild World                                                              |           |
| 40 | 30 septembre | Passenger                                           | Young as the Morning, Old as the Sea (en)                               |           |
| 41 | 7 octobre    | Craig David                                         | Following My Intuition                                                  |           |
| 42 | 14 octobre   | Green Day                                           | Revolution Radio                                                        |           |
| 43 | 21 octobre   | Kings of Leon                                       | Walls                                                                   |           |
| 44 | 28 octobre   | Elvis Presley with The Royal Philharmonic Orchestra | The Wonder of You                                                       |           |
| 45 | 4 novembre   | James Arthur                                        | Back from the Edge (en)                                                 |           |
| 46 | 11 novembre  | Robbie Williams                                     | The Heavy Entertainment Show                                            |           |
| 47 | 18 novembre  | Olly Murs                                           | 24 Hrs (en)                                                             |           |
| 48 | 25 novembre  | Little Mix                                          | Glory Days                                                              |           |
| 49 | 2 décembre   | Little Mix                                          | Glory Days                                                              |           |
| 50 | 9 décembre   | The Rolling Stones                                  | Blue & Lonesome                                                         |           |
| 51 | 16 décembre  | Michael Ball et Alfie Boe                           | Together                                                                |           |
| 52 | 23 décembre  | Michael Ball et Alfie Boe                           | Together                                                                |           |
| 53 | 30 décembre  | Little Mix                                          | Glory Days                                                              |           |

## Meilleures ventes de l'année
| Singles | Albums |
| --- | --- |
| 1. Drake feat. Wizkid & Kyla – One Dance 2. Lukas Graham - 7 Years 3. Sia feat. Sean Paul – Cheap Thrills 4. Mike Posner - I Took A Pill In Ibiza 5. Calvin Harris feat. Rihanna - This Is What You Came For 6. Zara Larsson - Lush Life 7. The Chainsmokers feat. Halsey - Closer 8. Justin Bieber - Love Yourself 9. Rihanna feat. Drake - Work 10. Justin Timberlake – Can't Stop the Feeling! | 1. Adele – 25 2. Coldplay - A Head Full of Dreams 3. Michael Ball & Alfie Boe - Together 4. Justin Bieber - Purpose 5. Elvis Presley - The Wonder of You 6. David Bowie - Blackstar 7. Little Mix - Glory Days 8. Drake - Views 9. Jess Glynne - I Cry When I Laugh 10. David Bowie - Best of Bowie |